# The Voice + (programa de televisión Brasileño)
The Voice + es un reality show de talentos brasileño que se estrenó en Rede Globo el 17 de enero de 2021 y finalizó el 3 de abril de 2022.
Basado en el concepto "The Voice Brasil". La diferencia con esta versión es que solo pueden participar concursantes mayores de 60 años.
El presentador principal es André Marques y la presentadora detrás de escena es Thalita Rebouças, ambos ya presentadores de la versión infantil de La Voz Kids del programa. Daniel, Claudia Leitte, Ludmilla y Mumuzinho son los entrenadores.
Para la segunda temporada, Fafá de Belém reemplazó a Claudia Leitte, mientras que Daniel, Ludmilla y Mumuzinho regresarían. Sin embargo, debido a algunos problemas de agenda con los técnicos Mumuzinho y Daniel, tuvieron que ser reemplazados por Carlinhos Brown and Toni Garrido. Y Thaís Fersoza ocupó el lugar de Thalita Rebouças en la presentación detrás del escenario.

## Producción
La serie forma parte de la franquicia franquicia The Voice y se basa en un formato de competición similar en los Países Bajos, titulado The Voice Senior. The Voice + es una competición dirigida a personas mayores de 60 años.
La primera temporada se emitió los domingos por la tarde, al igual que la versión infantil y el primer año de la versión para adultos. En esa primera proyección se emitieron doce episodios. El programa también se emitió en el canal Multishow, los lunes, en horario alternativo.

## Entrenadores y anfitriones

### Coaches
El 23 de octubre, Claudia Leitte, Mumuzinho y Daniel fueron anunciados como entrenadores. La cuarta silla la ocuparía inicialmente el rapero Emicida, quien terminó abandonando el reality después. El 30 de octubre, Ludmilla fue confirmada como la cuarta entrenadora.
El 16 de diciembre de 2021, Fafá de Belém fue anunciada como nueva entrenadora en lugar de Claudia. Daniel y Mumuzinho tuvieron que ser reemplazados por Carlinhos Brown y Toni Garrido en la segunda temporada, debido a algunos problemas de programación.
| Coach | Coach           | temporada | temporada |
| Coach | Coach           | 1         | 2         |
| ----- | --------------- | --------- | --------- |
|       | Ludmilla        |           |           |
|       | Daniel          |           |           |
|       | Mumuzinho       |           |           |
|       | Claudia Leitte  |           |           |
|       | Fafá de Belém   |           |           |
|       | Carlinhos Brown |           |           |
|       | Toni Garrido    |           |           |

Coaches gallery
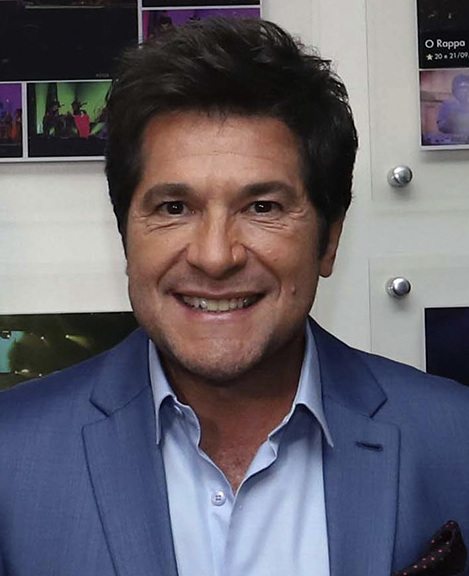
Daniel ( 1 )
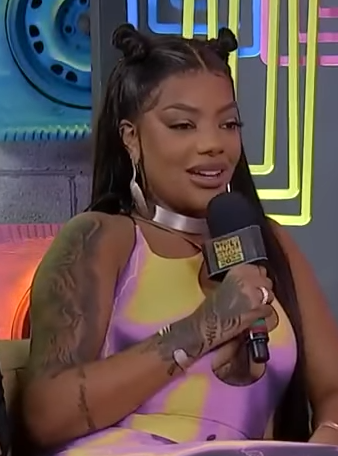
Ludmilla ( 1 - 2)
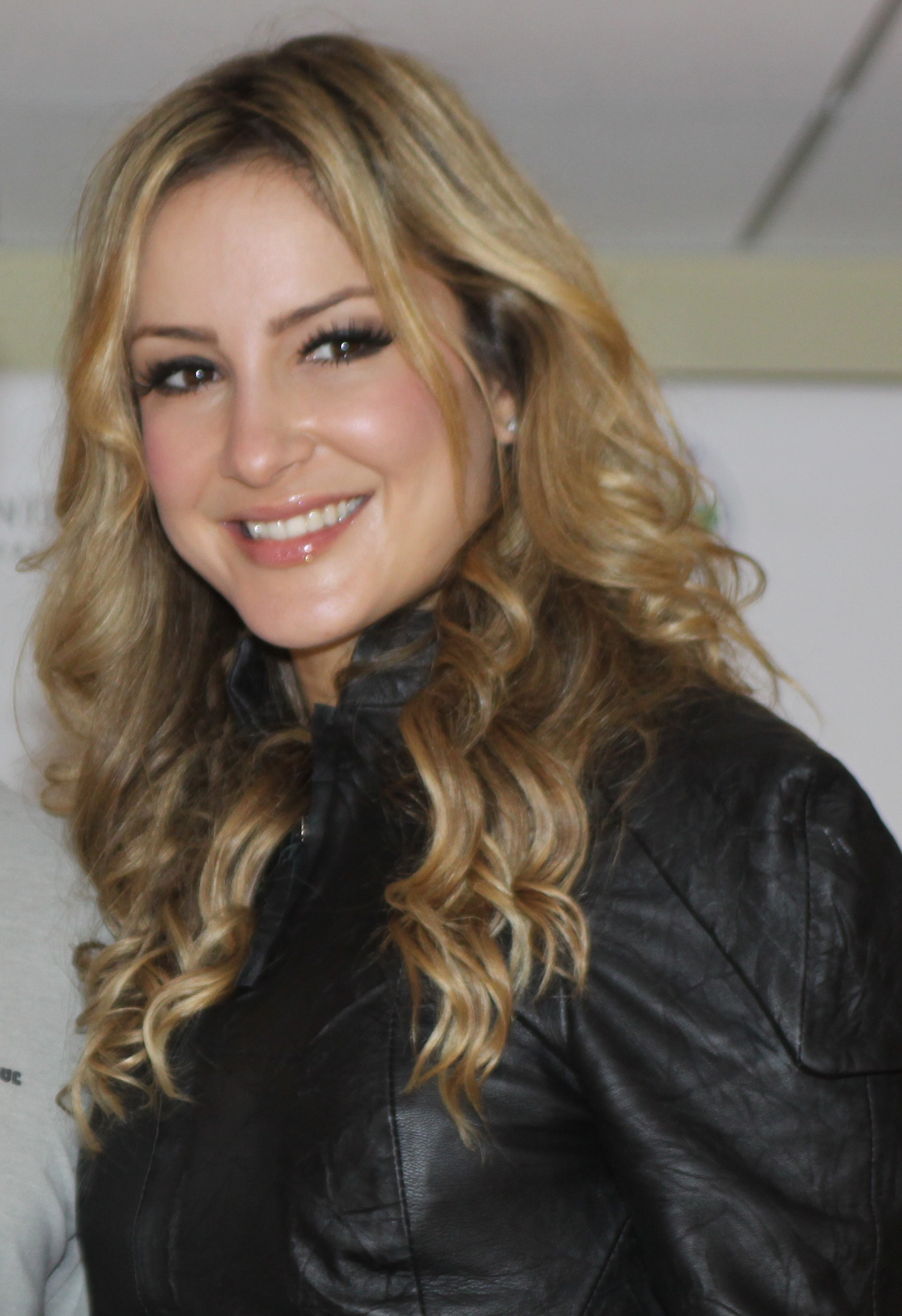
Claudia Leitte ( 1 )
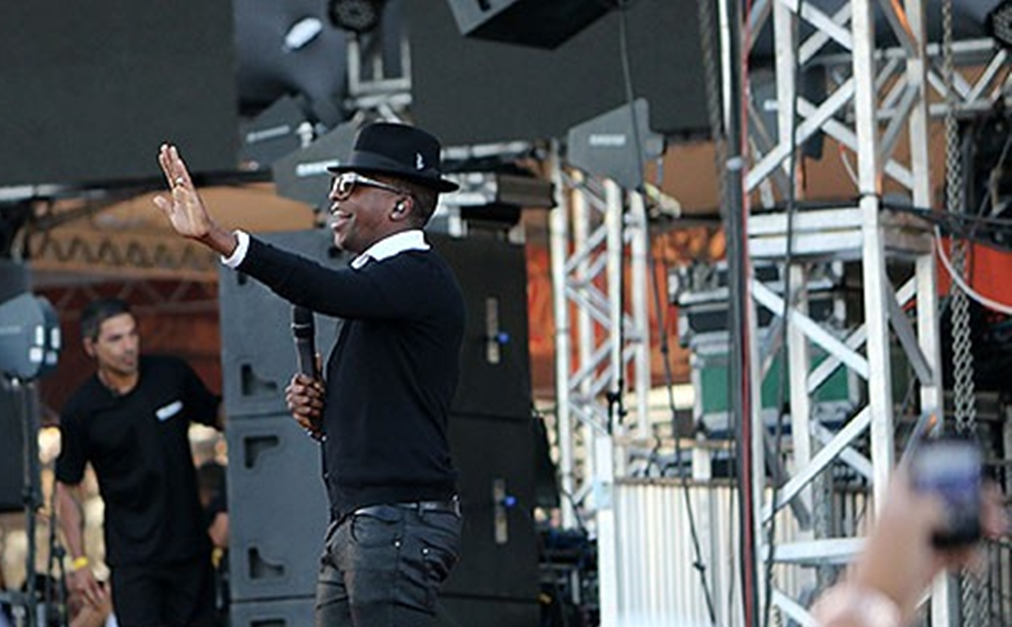
Mumuzinho ( 1 )
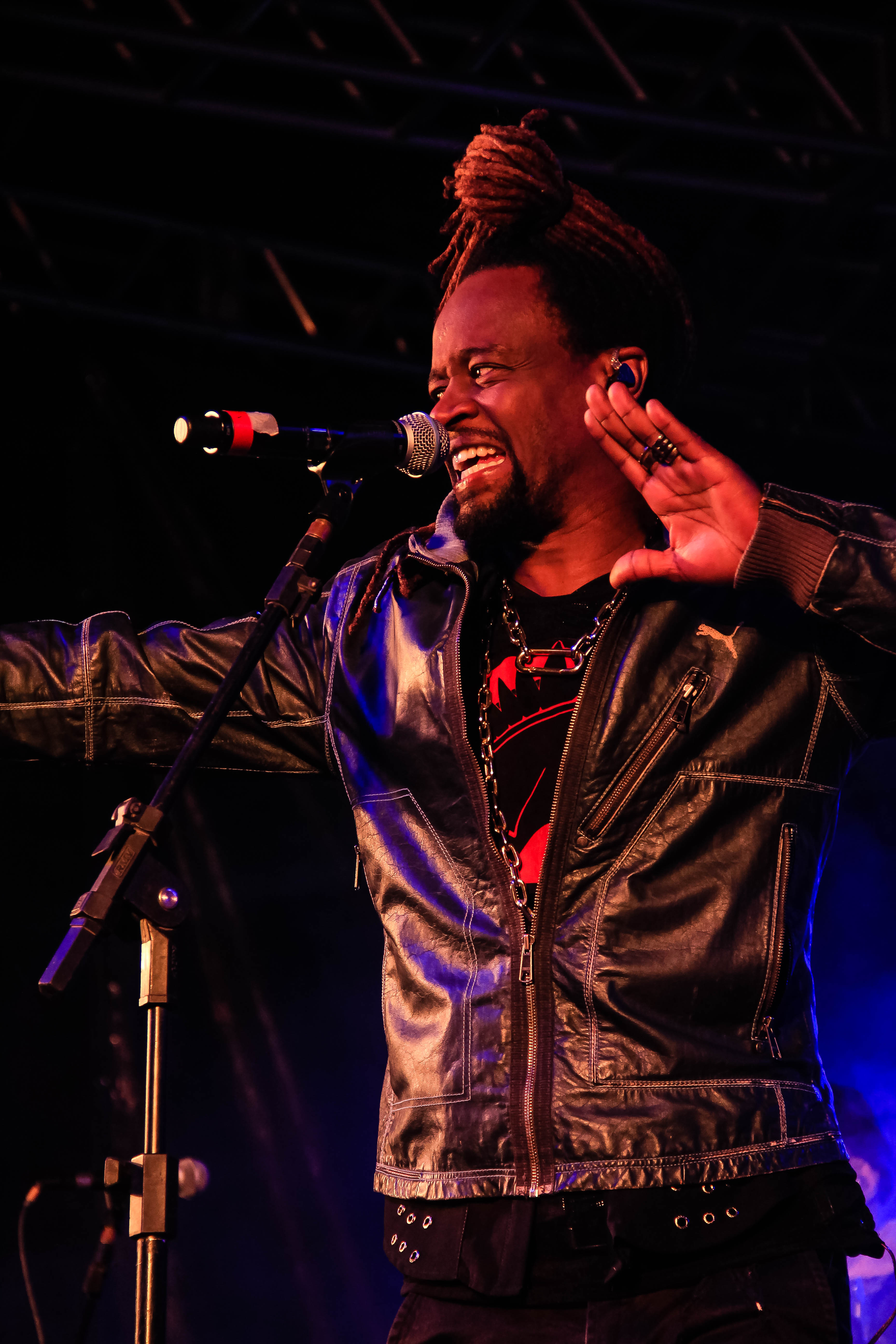
Toni Garrido ( 2 )
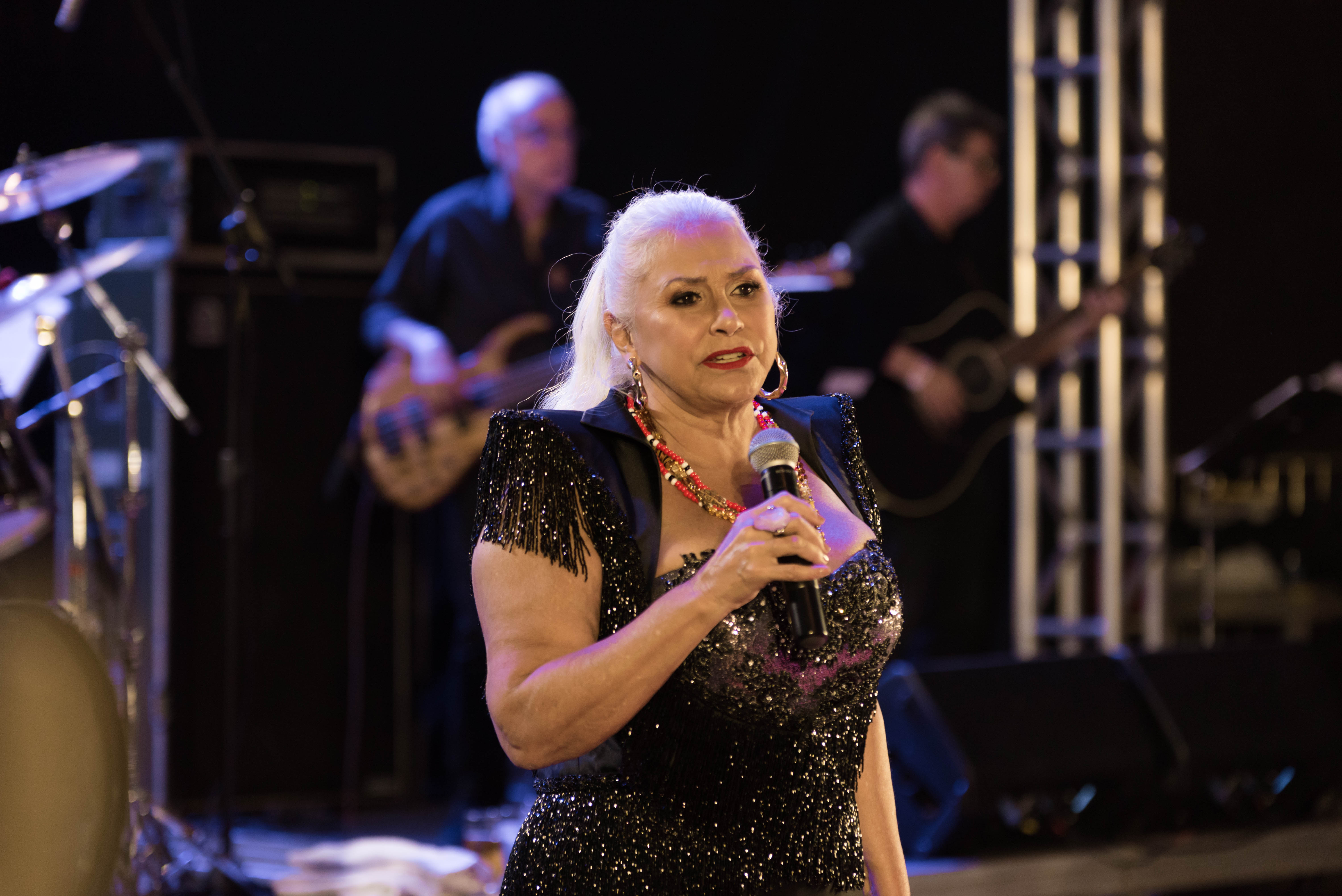
Fafá de Belém ( 2 - presente )
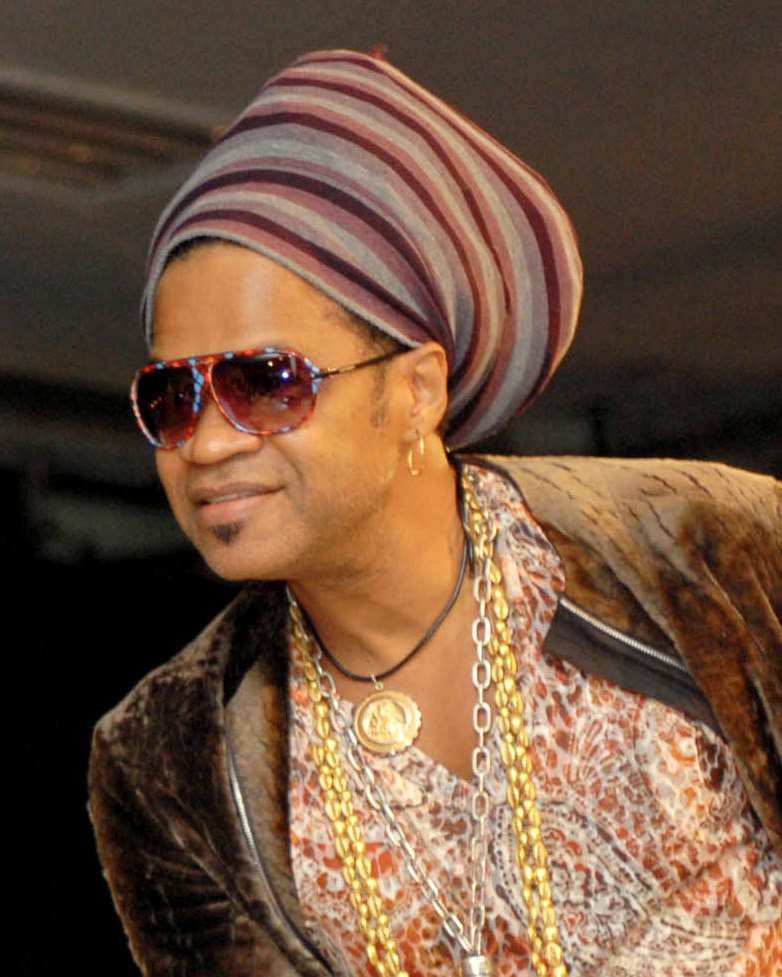
Carlinhos Brown ( 2 )
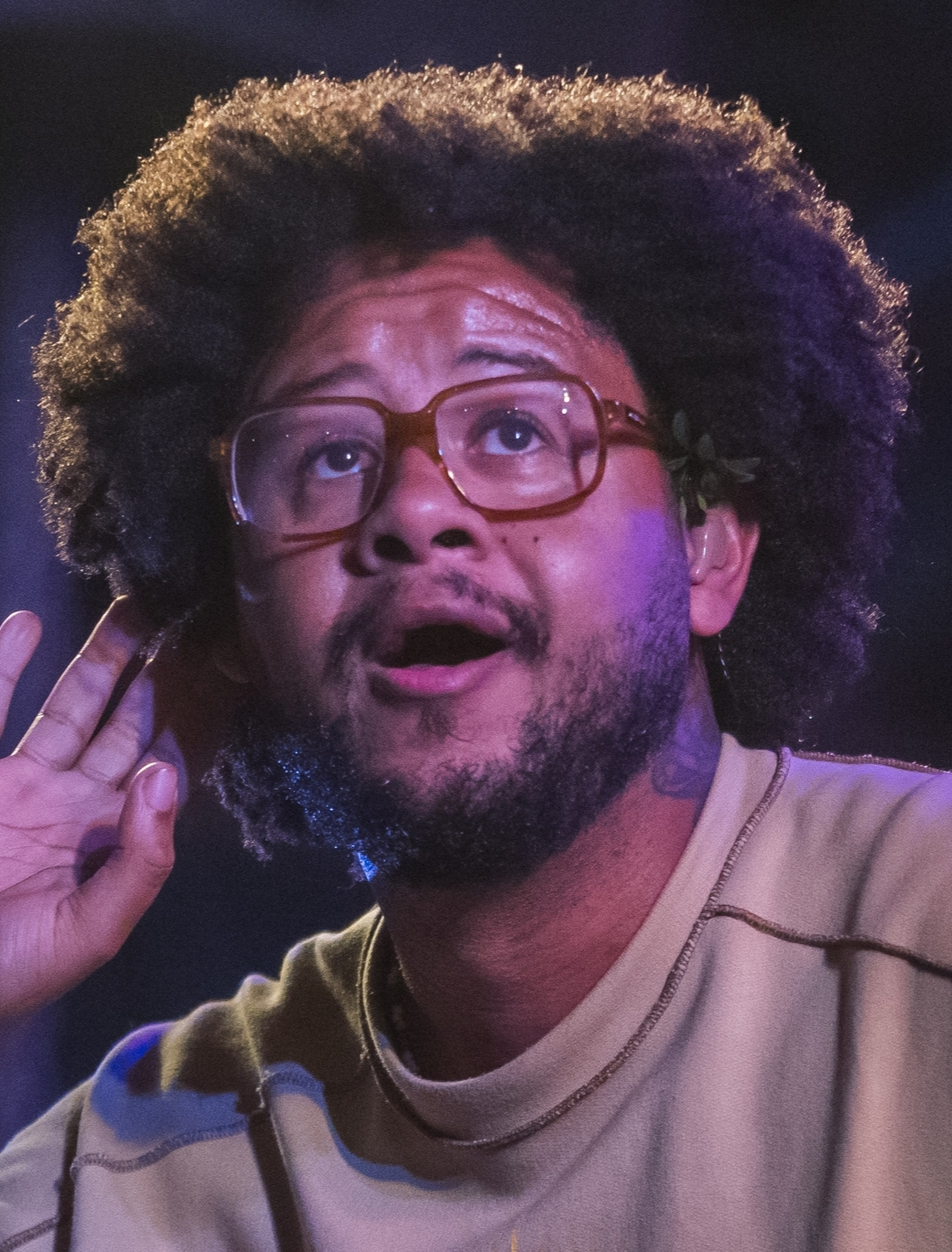
Emicida ( Siguiente en 3 )
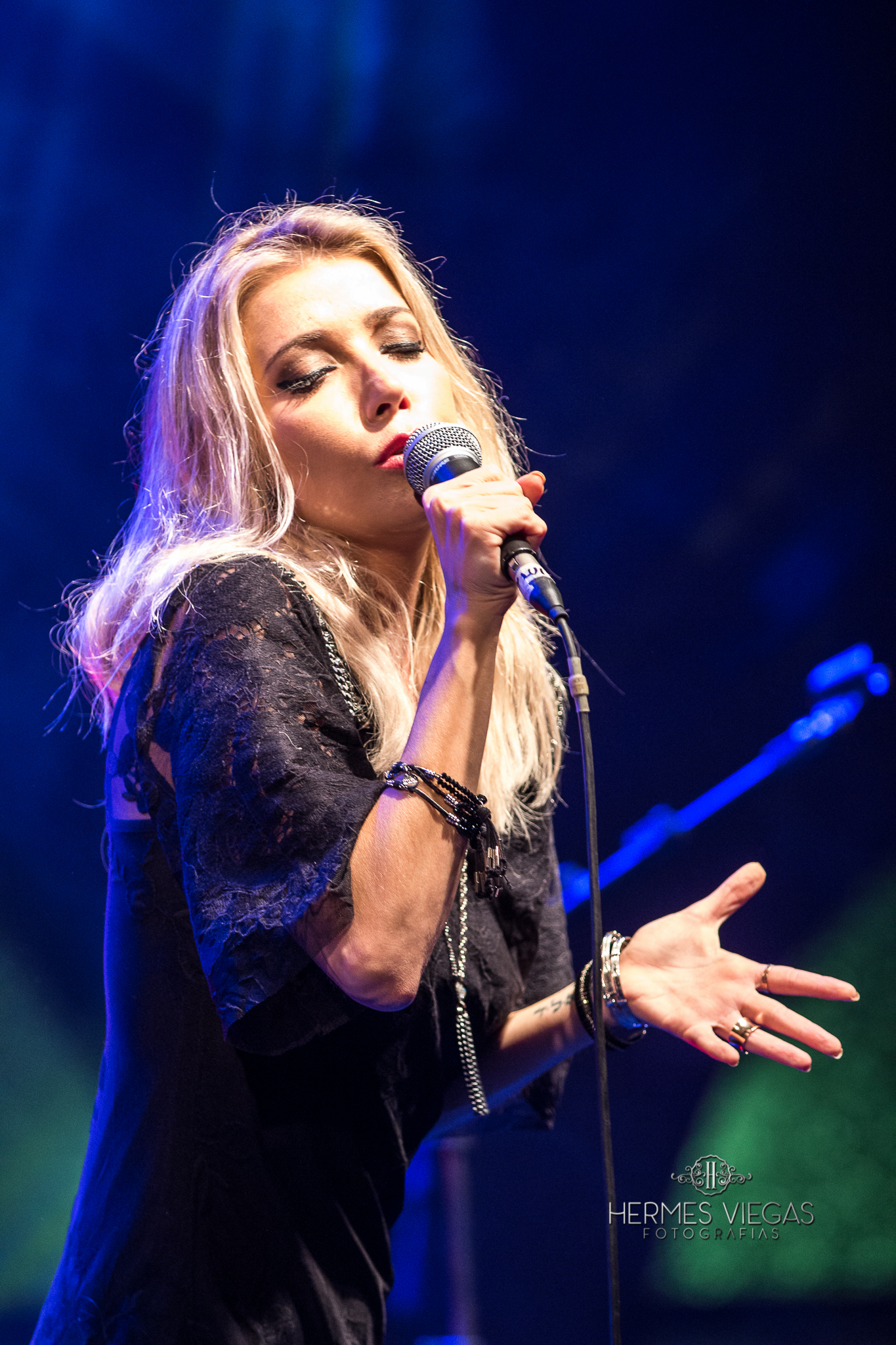
Luiza Possi ( Siguiente en 3 )
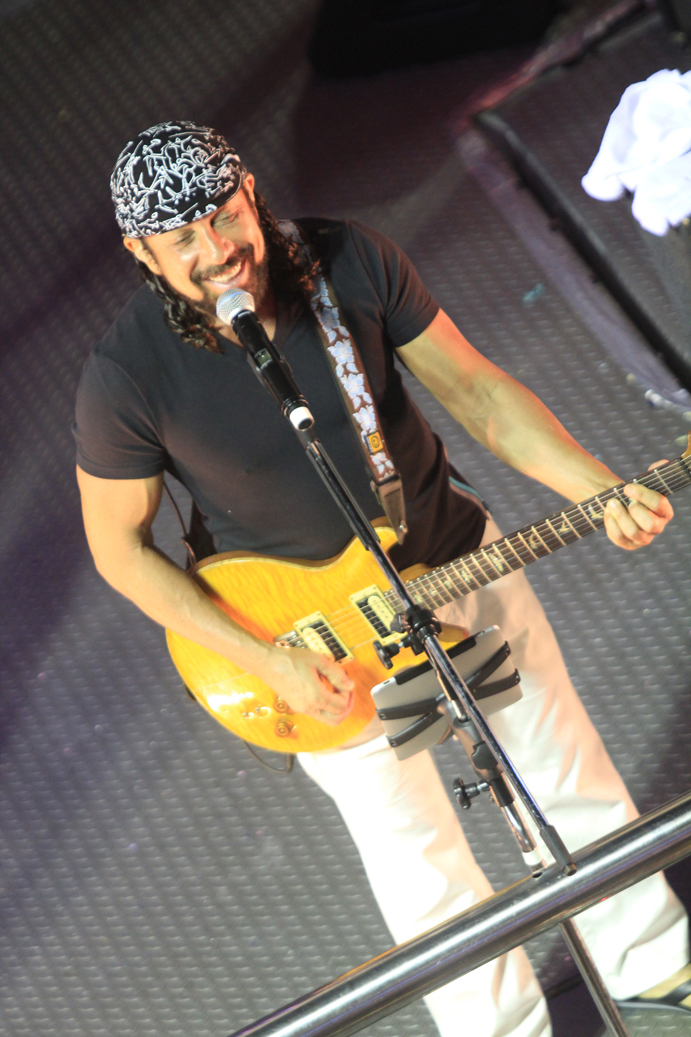
Bell Marques ( Siguiente en 3 )

### Anfitriones
En la primera temporada, el programa fue conducido por André Marques, con Thalita Rebouças Tras bambalinas del programa, entrevistando a los participantes y enviando mensajes al público. Ambos estuvieron presentes en la versión infantil del programa The Voice Kids desde 2017.
| Anfitrión        | Season | Season | Season |
| Anfitrión        | 1      | 2      | 3      |
| ---------------- | ------ | ------ | ------ |
| André Marques    |        |        |        |
| Thalita Rebouças |        |        |        |
| Thaís Fersoza    |        |        |        |

Key
     Anfitrión principal
     Backstage

## Resumen
| Temporada | Inicio              | Final              | Ganador            | Segundo Lugar    | Tercer Lugar        | Cuarto Lugar       | Entrenador Ganador | Presentador   | Backstage        | Coaches (Orden de las Sillas) | Coaches (Orden de las Sillas) | Coaches (Orden de las Sillas) | Coaches (Orden de las Sillas) |
| Temporada | Inicio              | Final              | Ganador            | Segundo Lugar    | Tercer Lugar        | Cuarto Lugar       | Entrenador Ganador | Presentador   | Backstage        | 1                             | 2                             | 3                             | 4                             |
| --------- | ------------------- | ------------------ | ------------------ | ---------------- | ------------------- | ------------------ | ------------------ | ------------- | ---------------- | ----------------------------- | ----------------------------- | ----------------------------- | ----------------------------- |
| 1         | 17 de enero de 2021 | 4 de abril de 2021 | Zé Alexanddre      | Dudu França      | Catarina Neves      | Leila Maria        | Claudia Leitte     | André Marques | Thalita Rebouças | Daniel                        | Ludmilla                      | Claudia                       | Mumu                          |
| 2         | 30 de enero de 2022 | 3 de abril de 2022 | Vera de Maria Maga | Dionisya Moreira | Marcília de Queiroz | Maurício Gasperini | Toni Garrido       | André Marques | Thaís Fersoza    | Toni                          | Fafá                          | Ludmilla                      | Brown                         |
| 3         | 2026                | 2026               |                    |                  |                     |                    |                    | André Marques |                  | Emicida                       | Fafá                          | Luiza                         | Bell                          |

## Calificaciones y recepción
| Temporada | Episodio | Estreno             | Estreno                  | Final              | Final                    | temporada de television | SP espectadores (en puntos) | Fuente |
| Temporada | Episodio | Fecha               | Espectadores (en puntos) | Fecha              | Espectadores (en puntos) | temporada de television | SP espectadores (en puntos) | Fuente |
| --------- | -------- | ------------------- | ------------------------ | ------------------ | ------------------------ | ----------------------- | --------------------------- | ------ |
| 1         | 12       | 17 de enero de 2021 | 13.7                     | 4 de abril de 2021 | 12.9                     | 2020–21                 |                             |        |
| 2         | 10       | 30 de enero de 2022 | 12.8                     | 3 de abril de 2022 | 10.6                     | 2021–22                 |                             |        |